# Албрехт Кристоф Финк фон Финкенщайн-Хазенберг
Албрехт Кристоф Финк фон Финкенщайн-Хазенберг (на немски: Albrecht Christoph Herr Finck von Finckenstein zu Hasenberg); * ок. 1610; † октомври 1660 в Заберау в Източна Прусия) е благородник от пруската фамилия Финк Финкенщайн, господар на „Финк Финкенщайн“ в Хазенберг, камерхер в Курфюрство Бранденбург.
Той е син на Албрехт Финк фон Финкенщайн-Хазенберг (1555/1559 - 1629) и съпругата му Катарина фон Раутер (1588 – 1615), дъщеря на Ханс фон Раутер († 1605) и Доротея фон Лендорф (1552 – 1598). Внук е на Георг Финк фон Финкенщайн-Хазенберг († ок. 1595) и Катарина Финк-Гилгенбург.
Албрехт Кристоф е през 1633 – 1639 г. „камерюнкер“ на курфюрст-принц Фридрих Вилхелм фон Бранденбург, след това „кемерер“ и „амтс-хауптман“ на Найденбург (Ниджица) и Золдау (Джалдово).
Албрехт Кристоф Финк фон Финкенщайн-Хазенберг умира от чума на ок. 50 години през октомври 1660 г. в Заберау (Заборово в Полша) в Източна Прусия.
Възпитанието на децата му поема полковник фон Розен († 1667) и след него граф Ернст Кристоф Финк фон Финкенщайн-Гилгенбург, „амтс-ман“ на Гилгенбург.

## Фамилия
Албрехт Кристоф Финк фон Финкенщайн се жени 1639 г. за Катарина Хедвиг фон Хале († август 1649), дъщеря на Райнхард фон Хале († 1635) и Маргарета фон Рьобел. Те имат две деца:
- Юлиана Шарлота Финк фон Финкенщайн (* 15 февруари 1640, Хазенберг; † 28 март 1693, Шьонберг), омъжена на 27 ноември 1660 г. в	Гилгенбург за граф Ернст Кристоф Финк фон Финкенщайн-Гилгенбург (* 9 октомври 1633, Гилгенбург; † 12 август 1717, Шьонберг)
- Кристоф Райнхолд Финк фон Финкенщайн (* ок. 1642; † пр. 28 август 1705), граф, женен 1677 г. за Мария Елизабет фон Каниц († ок. 1736/1738)

Албрехт Кристоф Финк фон Финкенщайн се жени втори път през август 1654 г. за Шарлота Катарина фон Обентраут († 1663), дъщеря на Конрад Николаус фон Обентраут и Амалия Катарина фон Гайшпитцхайм. Те имат две деца:
- Карл Вилхелм Финк фон Финкенщайн (* ок. 1656; † 24 април 1714), граф, 1676 г. хауптман в регимент Лотум на холандска служба, женен 1690 г. за Мария Доротея фон Валдбург († август 1733)
- Албрехт Конрад Финк фон Финкенщайн (* 30 октомври 1660, Заберау; † 16 декември 1735, Берлин), граф, пруски генерал-фелдмаршал и възпитател на принца, женен на 5 май 1700 г. в Берлин за Сузана Магдалена фон Хоф (* 22 януари 1676, Касел; † 3 юни 1752, Берлин), главна придворна дама на кралица София Доротея фон Брауншвайг-Люнебург, съпругата на крал Фридрих Вилхелм I